# 布拉德利比奇 (新澤西州)
布拉德利比奇（英語：Bradley Beach）是位於美國新澤西州蒙茅斯縣的自治市鎮。

## 人口
根據2020年美國人口普查的數據，布拉德利比奇的面積為1.64平方千米，當中陸地面積為1.58平方千米，而水域面積為0.05平方千米。當地共有人口4282人，而人口密度為每平方千米2,611人。